# Ponorac (Chorwacja)
Ponorac – wieś w Chorwacji, w żupanii karlowackiej, w gminie Krnjak. W 2011 roku liczyła 40 mieszkańców.